# إبراهيم ديارا (لاعب كرة قدم)
إبراهيم ديارا (من مواليد 12 نوفمبر 2006) هو لاعب كرة قدم مالي يلعب في مركز الجناح في الدوري الإسباني الدرجة الثالثة لفريق برشلونة أتليتك.

## حياته المبكرة
بدأ ديارا ممارسة كرة القدم في شوارع مالي. بعد ذلك، لفت أنظار كشافي أكاديمية أفريقيا فوت بالنادي المالي. حيث لعب لصالح النادي وتلقى تعليمه أثناء اللعب معهم. 

## مسيرته المهنية
مثّل ديارا مالي دوليًا في فئة الشباب. لعب مع منتخب مالي لكرة القدم تحت 17 عامًا في كأس العالم تحت 17 عامًا 2023 FIFA . 
في 20 نوفمبر 2024، انضم إلى فريق برشلونة أتلتيك في الدوري الإسباني الدرجة الثالثة، حتى يتدرب مع الفريق الأول عندما يبلغ 18 عامًا.
في 28 أبريل 2025، سجّل ديارا هدفين وصنع هدفًا واحدًا ضد طرابزون سبور في نهائي دوري الشباب الأوروبي، مما ساعد فريقه على الفوز باللقب بفوزه بنتيجة 4-1.  

## أسلوب اللعب
يلعب ديارا بشكل أساسي كجناح. وهو معروف بسرعته. كما أنه يُجيد اللعب بالقدم اليسرى. 

## الأوسمة
مالي تحت 17 سنة
- كأس العالم تحت 17 سنة FIFA المركز الثالث: 2023 [6]

فردي
- الحذاء الفضي لكأس العالم تحت 17 سنة FIFA : 2023 [7]

برشلونة تحت 19 عامًا
- كأس الملك للناشئين لكرة القدم : 2025 [8]
- دوري الشباب الأوروبي : 2024–25

## روابط خارجية
- إبراهيم ديارا  على سكروي